# Śnieżne Kotły

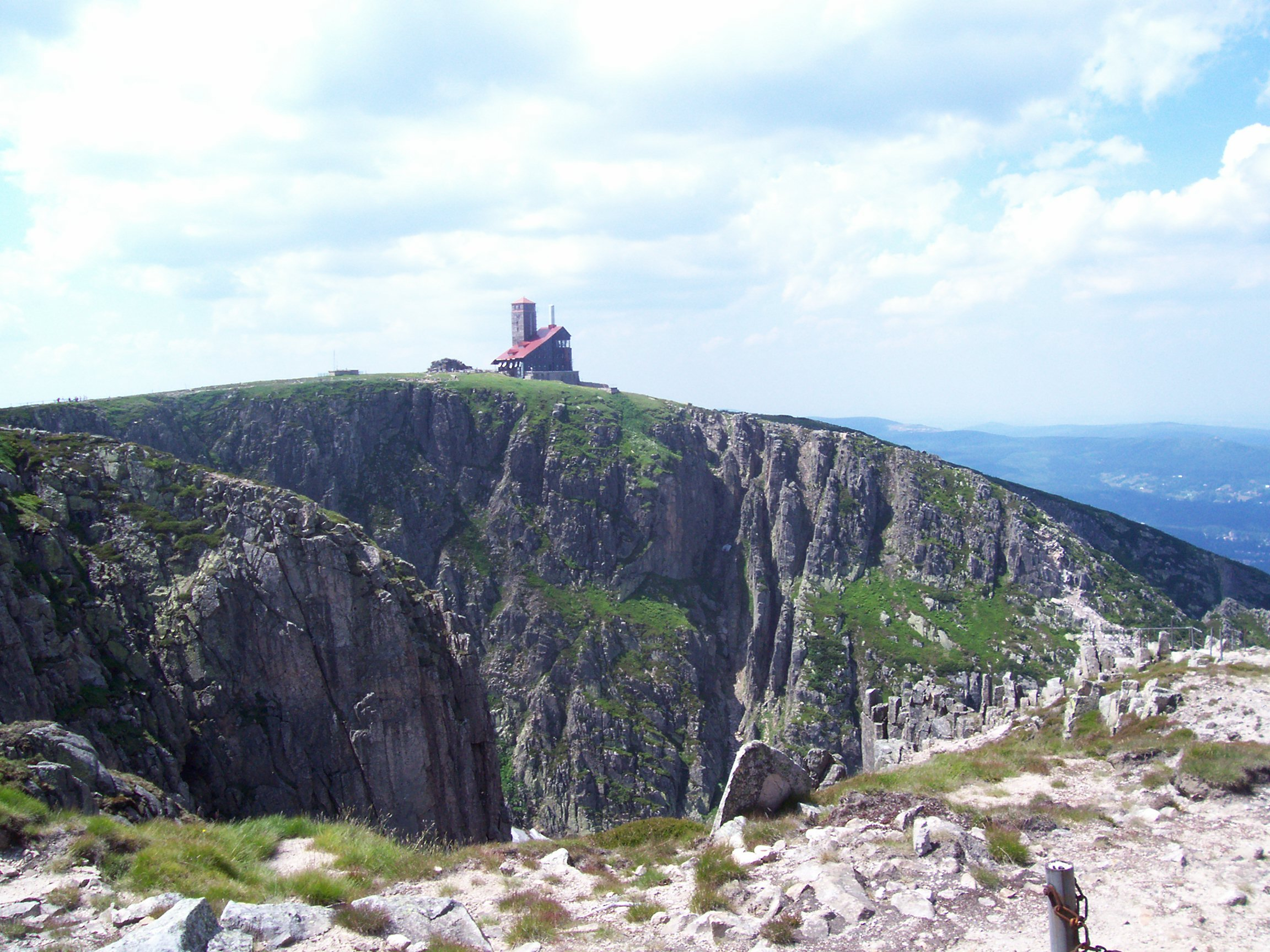
Śnieżne Kotły

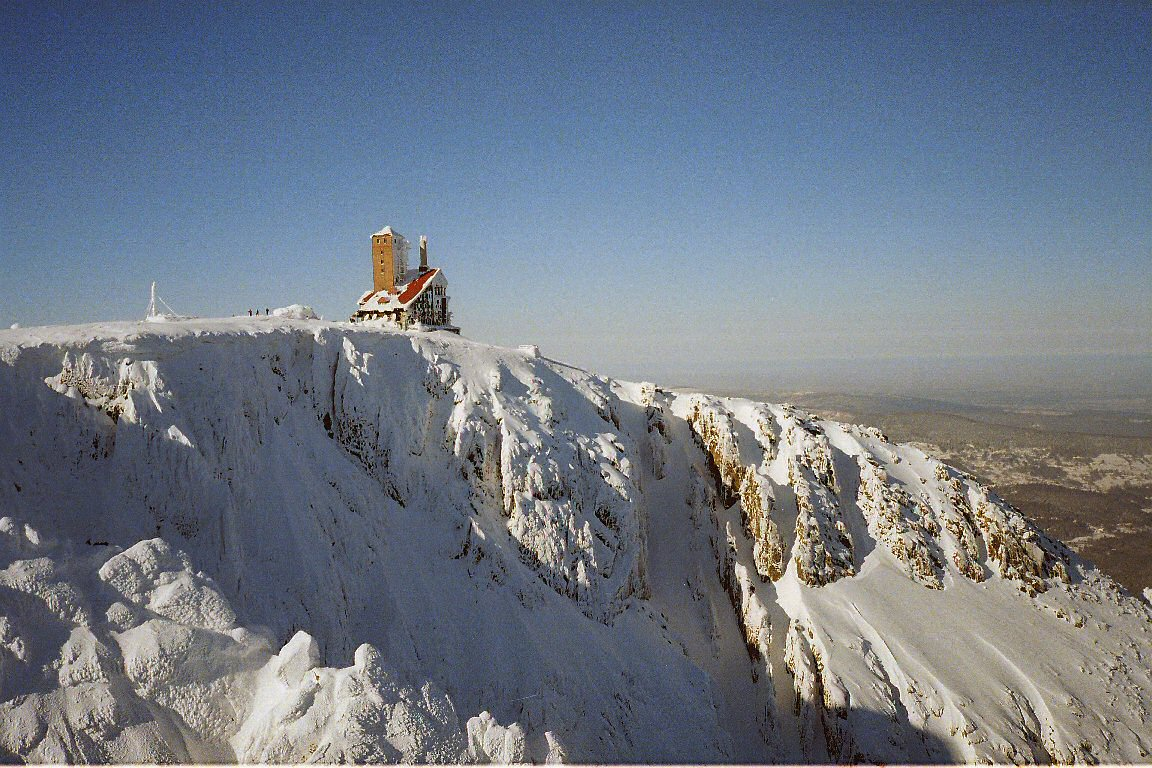
Phong cảnh mùa đông của Śnieżne Kotły; đài phát thanh là một mốc

Śnieżne Kotły (1.175 m (3.855 ft), tiếng Séc: Sněžné jámy, tiếng Đức: Schneegruben, Nghĩa là Snowy Pits, Snowy Cirque, Snowy Cwm) là hai đài băng nằm ở Ba Lan thuộc Sudetes trong Vườn quốc gia Karkonosze. Chúng là một ví dụ độc đáo về cảnh quan núi cao trong khu vực và là khu bảo tồn thiên nhiên từ năm 1933.

## Miêu tả
Các bức tường của cả hai đài băng cao khoảng 100 mét (330 ft)  và chứa các hồ trên núi nhỏ. Chúng được hình thành trong giai đoạn cuối của thời kỳ băng hà và chủ yếu là đá granit. Tuy nhiên, ở hai vị trí lộ ra, bazan đã được tìm thấy (rõ ràng có nguồn gốc núi lửa), điều này khá hiếm ở khu vực Trung Âu này. Một số loài thực vật quý hiếm và núi cao xuất hiện ở vùng lạnh và tối của đài băng: Pulsatilla alpina, Gentiana asclepiadea, Aconitum napellus, và là nơi duy nhất ở Trung Âu, nơi Micranthes nivalis xuất hiện. Trên đỉnh của đài băng lớn hơn, tại Łabski Szczyt, có một đài phát thanh và truyền hình.

## Đi bộ và leo núi
Có thể leo lên các bức tường đài băng, mặc dù leo núi chỉ được phép vào tháng 1 và tháng 2  và rất nguy hiểm; kể từ Thế chiến II đã có mười vụ tai nạn chết người.
Có thể đi bộ đường dài: Đường mòn hữu nghị Ba Lan - Séc, một phần của Đường mòn chính Sudeten, chạy dọc theo sườn núi phía trên của các đài băng, gần với vực thẳm. Ngoài ra, một con đường mòn màu vàng từ túp lều trên núi dưới đỉnh Łabski (tiếng Ba Lan: Schronisko pod abskim Szczytem) dẫn đến đỉnh của những ngọn núi. Con đường màu xanh lá cây dẫn qua khu vực phía dưới của các đài băng